# Księgi deuterokanoniczne
Księgi deuterokanoniczne (wtórnokanoniczne) – termin używany w katolicyzmie i prawosławiu na określenie tych spośród ksiąg Pisma Świętego Starego Testamentu funkcjonujących w kanonie tych wyznań, których nie zawiera Biblia hebrajska. Samo określenie deuterokanoniczne nawiązuje do kwestionowania kanoniczności tychże ksiąg w odróżnieniu od ksiąg protokanonicznych, które uznaje za natchnione zarówno judaizm, jak i całe chrześcijaństwo.
Kwestionowanie ksiąg deuterokanonicznych wynika z istnienia dwóch różnych kanonów ksiąg Starego Testamentu funkcjonujących równolegle w pierwszych wiekach chrześcijaństwa: pierwszy kanon stanowiły księgi uznawane za natchnione przez Żydów żyjących na terenie Palestyny (Biblia hebrajska), natomiast drugi kanon stanowiły księgi tzw. kanonu aleksandryjskiego, zachowane tylko po grecku, czyli zawarte w Septuagincie, którymi posługiwali się Żydzi żyjący w diasporze, poza swoją ojczyzną.
Obie religie oparte na Biblii hebrajskiej – zarówno judaizm (wywodzący się z tradycji starożytnych faryzeuszy), jak i karaimizm (wywodzący się z tradycji starożytnych saduceuszy), nie uznają ksiąg deuterokanonicznych kanonu aleksandryjskiego za natchnione. Kościół katolicki uznał za natchnione tylko część spośród tych ksiąg i tę część określa mianem deuterokanonicznych, uznając pozostałe księgi kanonu aleksandryjskiego za apokryfy. Niemal w całości przyjęła je Cerkiew prawosławna. Tymczasem Kościoły protestanckie odrzuciły wszystkie księgi zawarte w Septuagincie, których nie zawierała Biblia hebrajska, przyjmując tożsamość między Biblią hebrajską używaną m.in. przez żydów czy karaimów, a chrześcijańskim Starym Testamentem. Stąd też w protestantyzmie w ogóle nie istnieje oddzielne pojęcie ksiąg deuterokanonicznych, które wraz z innymi spoza kanonu włączone są do zbioru apokryfów.

## Księgi deuterokanoniczne w Starym Testamencie

### Historia
Księgi wtórnokanoniczne, z wyjątkiem Księgi Mądrości oraz 2 Księgi Machabejskiej, powstawały w języku hebrajskim lub aramejskim. Do XX wieku zachowały się jedynie ich greckie przekłady (IV–V wiek n.e.), pochodzące z Septuaginty (III–I wiek p.n.e.). Odkrycia archeologiczne (m.in. w Qumran) pozwoliły określić fragmenty oryginałów. 
Część Ojców Kościoła działających na Wschodzie odrzucała księgi deuterokanoniczne jako natchnione. Orygenes w swej analizie wskazywał na różnicę pomiędzy księgami wtórnokanonicznymi a kanonem. Atanazy, Cyryl Jerozolimski i Grzegorz z Nazjanzu, przygotowując katalog pism albo pomijali w ogóle te księgi, albo je włączali jako dodatki, Kościół Zachodu jednak uważał te księgi za kanoniczne. Kanoniczność ksiąg włączonych do Septuaginty odrzucał również Hieronim – tłumacz Wulgaty. Ponieważ na skutek tego w II i III wieku doszło do kilku sporów związanych z używanym kanonem Starego Testamentu, w IV wieku podczas synodu w Hipponie i 3. synodu w Kartaginie orzeczono równoprawność ksiąg pierwszego i drugiego kanonu („protokanonicznych” i „deuterokanonicznych”). Ostatecznie również Kościół na Wschodzie przyjął poglądy Zachodu i w roku 692 na synodzie trullańskim uznał autentyczność ksiąg deuterokanonicznych.
W okresie Reformacji jako pierwszy księgi deuterokanoniczne odrzucił Andreas Bodenstein w 1520 w swoim dziele De Canonicis Scripturis Libellus. Jego poglądy przyjął Marcin Luter.

### Prawosławie
Cerkiew prawosławna uznaje niemal cały kanon aleksandryjski występujący w Septuagincie, z wyjątkiem 4 Księgi Machabejskiej, czyli:
- 1 Księga Machabejska (1 Mch);
- 2 Księga Machabejska (2 Mch);
- 3 Księga Machabejska (3 Mch);
- Księga Mądrości (Mdr);
- Mądrość Syracha (Eklezjastyk) (Syr);
- Księga Tobiasza (Tb);
- Księga Judyty (Jdt);
- Księga Barucha (Bar);
- 3 Księga Ezdrasza (3 Ezd);
- Modlitwa Manassesa (MM);
- Psalm 151 (Ps 151).

Ponadto fragmenty uznawane za deuterokanoniczne:
- z księgi Daniela: modlitwa Azariasza (Dn 3,24-90) i dwa ostatnie rozdziały (Dn 13-14);
- fragmenty Księgi Estery w języku greckim;
- fragmenty Księgi Jeremiasza i Hioba obecne tylko w Septuagincie.

### Katolicyzm
Kościół katolicki uznał za natchnione część spośród ksiąg zawartych w kanonie aleksandryjskim (Septuagincie), tzn. zachowane jedynie po grecku, a niewystępujące w Biblii hebrajskiej. Są to:  
- 1 Księga Machabejska (1 Mch);
- 2 Księga Machabejska (2 Mch);
- Księga Mądrości (Mdr);
- Mądrość Syracha (Eklezjastyk) (Syr);
- Księga Tobiasza (Tb);
- Księga Judyty (Jdt);
- Księga Barucha (Bar).

Fragmenty uznawane za deuterokanoniczne:
- z księgi Daniela: modlitwa Azariasza (Dn 3,24-90) i dwa ostatnie rozdziały (Dn 13-14);
- fragmenty Księgi Estery w języku greckim.

## Księgi deuterokanoniczne w Nowym Testamencie
Niekiedy sformułowania „deuterokanoniczne” używa się w stosunku do 7 ksiąg Nowego Testamentu:
- 2. List Piotra (2P);
- 2. List Jana (2J);
- 3. List Jana (3J);
- List Judy (Jud);
- List Jakuba (Jk);
- List do Hebrajczyków (Hbr);
- Apokalipsa św. Jana (Ap).

Natchniony charakter niektórych z tych ksiąg podważali niektórzy reformatorzy, np. Marcin Luter, który zastanawiał się nad kanonicznością Listu Jakuba i Listu Judy. Obecnie wszystkie wyznania chrześcijańskie uznają wszystkie księgi Nowego Testamentu za powstałe z inspiracji Bożej.